# ヴァンス (衛星)
ヴァンス（英語: (90482) Orcus I Vanth）は、冥王星族に分類される準惑星候補の太陽系外縁天体オルクスを公転している唯一の衛星である。直径は約440 kmで、冥王星の衛星カロン、エリスの衛星ディスノミアに次いで既知の太陽系外縁天体を公転する衛星の中ではおそらく3番目に大きいとされているが、解像度が不十分なため、ヴァルダの衛星イルマレとハウメアの衛星ヒイアカの大きさがヴァンスに匹敵する可能性がある。
ヴァンスはハッブル宇宙望遠鏡によって2005年11月13日に撮影された写真から、天文学者のマイケル・ブラウンと T.-A. Suer が発見し、2007年2月22日の国際天文学連合回報（IAUC）8812号でこの発見が公表された。後に「ヴァンス」と命名される前に「S/2005 (90482) 1」という仮符号での名称が与えられた。ヴァンスは軌道離心率0.007のほぼ真円の軌道を公転しており、公転周期は9.54日である。ヴァンスはオルクスから約9,000 kmしか離れておらず、地上からの分光観測でその表面の組成を求めるにはあまりにもオルクスに接近している。
マイケル・ブラウンは冥王星とカロンのように、オルクスとヴァンスも潮汐力によって自転と公転の同期（潮汐固定）が起きており、ヴァンスがオルクスに同じ面を向けた状態で固定されて公転し続けていると考えている。ヴァンスのスペクトルが主星であるオルクスのスペクトルと非常に異なっているため、過去の天体衝突によって形成されたと思われるどの衛星とも似ておらず、ヴァンスは外部から捕獲された太陽系外縁天体である可能性がある。一方で、かつて現在よりもはるかに速く自転していたオルクスから分裂して形成されたという可能性も示されている。 

## 名前
発見時、この衛星には「S/2005 (90289) 1」という仮符号における名称が付与された。マイケル・ブラウンは2009年3月23日に、自分の週刊コラムの読者たちに衛星の名前の候補を募り、最も良いとされた名称案が同年4月5日に国際天文学連合（IAU）に提出される予定となった。その結果、エトルリア人の神話に登場する、死せる魂を冥界へ導く有翼の死神に由来する「ヴァンス（Vanth）」という名称が多数の名称案から選ばれた。この名称を最初に提案したのはマサチューセッツ州出身の短編小説家および詩人のソーニャ・ターフェ（Sonya Taaffe）で、ヴァンスは純粋にエトルリア神話に起源がある唯一の名称案だった。この名称案は小惑星および衛星の命名規則に沿って、国際天文学連合の小天体命名委員会によって承認され、翌2010年の3月30日に発表された小惑星回報（MPC）でこの名称への命名が正式に発表された。
ヴァンスはしばしばカルン（ギリシア神話のカロンに同じ）と共に描かれることから、エトルリア神話のオルクスとローマ神話のプルートーの関係に合わせてオルクスの衛星の名に選ばれた（外縁天体のオルクスは、海王星との軌道共鳴によって太陽を中心にして冥王星の軌道とちょうど対称形の軌道を回っていることから、「アンチ・プルート」の異名を持つ）。ブラウンは、ヴァンスの自転と公転が同期しているらしいことに関して「もしヴァンスが臨終の瞬間から冥界に着くまで死せる魂を導くのなら、彼女の顔は常にオルクスの方を向いているはずだ」というターフェの言葉を引用している。

## 特徴

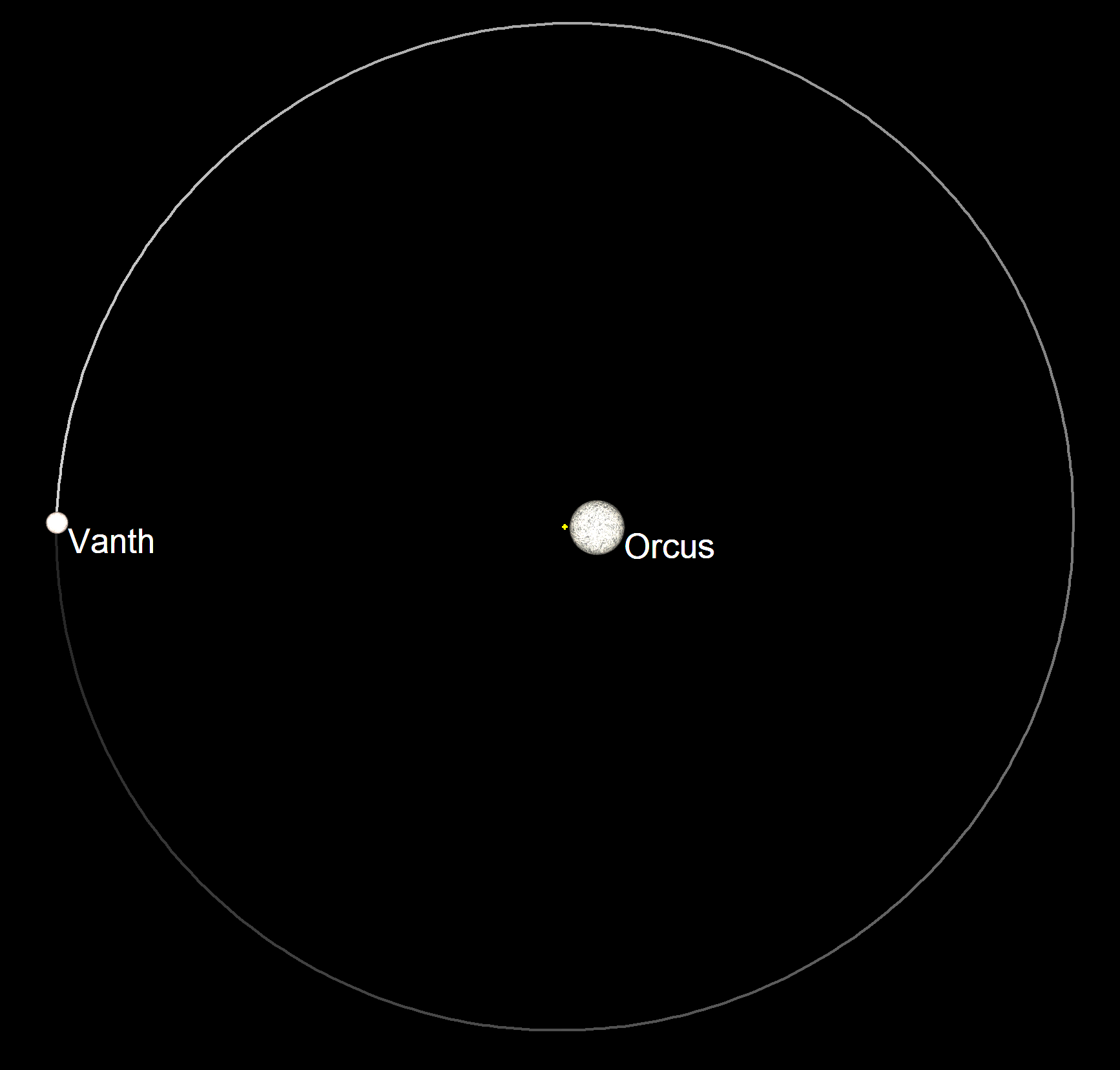
オルクスを公転するヴァンスの軌道（ヴァンスの公転距離やオルクスとヴァンスの大きさは実際の比率で描いている）。ヴァンスの軌道は太陽と地球に対してほぼ真正面を向けている。

ヴァンスはオルクスから0.25秒離れた場所で発見され、明るさは2.7 ± 0.1等級違っていた。2009年にブラウンが行った推定によると、ヴァンスの視等級（見かけの明るさ）は21.97 ± 0.05等級で、オルクスより2.54 ± 0.01等級暗かった。アルベド（反射能）がオルクスと同じであると仮定すると、その直径は約280 kmとなり、オルクスより約2.9倍小さいことになる。しかし、オルクスのスペクトル分類（中間的）とヴァンスのスペクトル分類（赤）が異なることから、ヴァンスはオルクスよりも2倍低いアルベドを持つ可能性が示唆されている。ヴァンスのアルベドが0.12だとすると、ヴァンスの直径は約380 kmで、オルクスの直径は約760 kmになる可能性があるとされた。ヴァンスの質量もそのアルベドに依存し、ヴァンスがオルクス・ヴァンス系全体の質量を占める割合は3～9%の範囲で変動することになる。2016年に、ブラウンとBryan Butlerはアタカマ大型ミリ波サブミリ波干渉計（ALMA）の高解像度画像を使用し、ヴァンスの直径を480 kmと推定した。これはオルクスの直径の約半分であり、オルクスとヴァンスが、冥王星とカロンを小型化したような似た構成をしていると考えられた。また、彼らはヴァンスのアルベドをオルクスよりもほぼ3倍低い0.08+0.02
−0.01と測定した。

2014年3月2日にはヴァンスによるろくぶんぎ座の12.1等星TYC 5476-00882-1の食が日本で観測され、世界初の太陽系外縁天体の衛星による掩蔽観測例となった。
2017年3月7日に、オルクスによる恒星の掩蔽がアメリカ大陸と太平洋上で発生すると予測された。掩蔽観測は北アメリカと南アメリカの合わせて5地点で行われ、星食の際に見られる固体天体の弦（Chord）が観測された。スペックル・イメージングを使用して掩蔽された恒星を調べたところ、この恒星が近接した二重星であることが明らかになり、オルクスとヴァンスの軌道を復元したところ、両方の弦がオルクスによるものではなくヴァンスによるもの（2つの恒星のいずれかを掩蔽していた）であったことが判明した。近くの別の地点では掩蔽が観測されなかったことから、ヴァンスの直径は442.5 ± 10.2 kmと推定された。また、掩蔽の観測データはヴァンス全体を覆える大気圧は最大でも4 μbarであるという推測とも一致している。
ヴァンスはスペクトルの特性がオルクスと大きく異なるため、過去の天体衝突によって形成されたと思われる既知のどの衛星とも似ていない。したがって、ヴァンスは外部からオルクスの重力によって捕獲された太陽系外縁天体である可能性がある。この点は、オルクスと同じく準惑星候補であるGonggong（2007 OR10）の衛星Xiangliuに似ているかもしれない。この衛星もまた、主星と比較して非常に異なる表面色を持っている。